# 柳貝什卡河 (斯維爾日河支流)

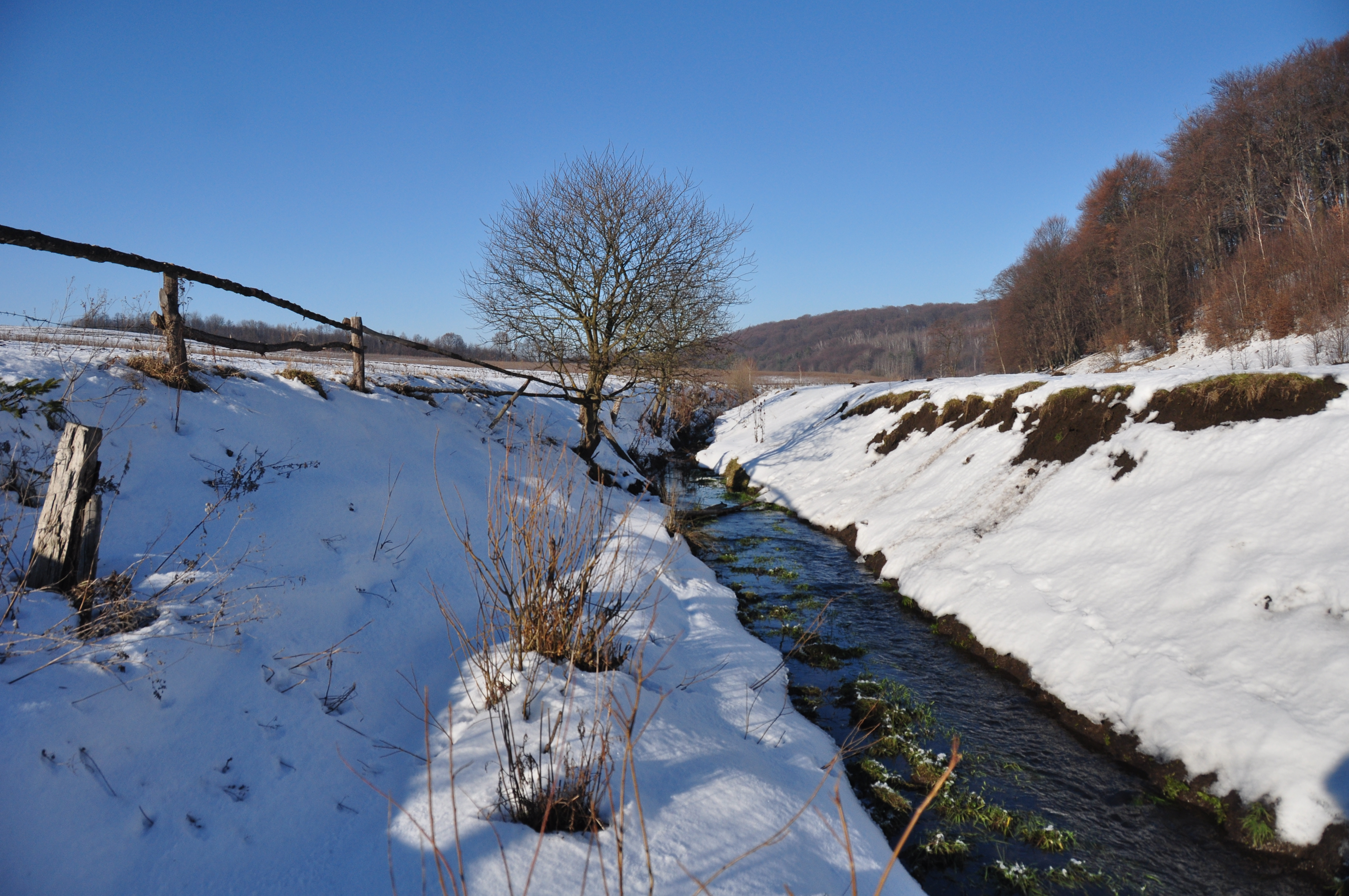

柳貝什卡河（烏克蘭語：Любешка），是烏克蘭的河流，位於該國西部，屬於斯維爾日河的右支流，發源自斯托基以東，流經利沃夫州和伊萬諾-弗蘭科夫斯克州，河流全長22公里，流域面積52平方公里。